# Rotundovaldivia hartii
Rotundovaldivia hartii is een krabbensoort uit de familie van de Trichodactylidae.